# L'ispettore Dalgliesh
L'ispettore Dalgliesh (Dalgliesh) è una serie televisiva britannica, che ha come protagonista l'ispettore Adam Dalgliesh, personaggio immaginario di romanzi scritti da P. D. James.
La serie è stata rinnovata per una seconda stagione nel marzo 2022, seguita da una terza a luglio 2022.

## Trama
L'ispettore capo Adam Dalgliesh, poeta rimasto da poco vedovo, utilizza la sua empatia e intuizione per studiare la psiche umana mentre indaga sugli intricati crimini nell'Inghilterra della metà degli anni '70.

## Personaggi e interpreti
- Adam Dalgliesh (stagione 1-in corso), interpretato da Bertie Carvel, doppiato da Roberto Pedicini.
Capo ispettore di Scotland Yard e poeta.
- Charles Masterson (stagione 1), interpretato da Jeremy Irvine, doppiato da Flavio Aquilone.
Sergente.
- Kate Miskin (stagione 1-in corso), interpretata da Carlyss Peer, doppiata da Valentina De Marchi.
Sergente.
- Daniel Tarrant (stagione 2-in corso), interpretato da Alistair Brammer.
Sergente.

## Episodi
| Stagione         | Episodi | Prima TV Regno Unito | Prima TV Italia |
| ---------------- | ------- | -------------------- | --------------- |
| Prima stagione   | 6       | 2021                 | 2022            |
| Seconda stagione | 6       | 2023                 | 2024            |
| Terza stagione   | 6       | 2024                 | 2025            |

## Produzione

### Adattamento dei romanzi
La prima stagione adatta i romanzi Scuola per infermiere (Shroud for a Nightingale), La torre nera (The Black Tower) e Un gusto per la morte (A Taste for Death). La seconda stagione adatta i romanzi Morte di un medico legale (Death of an Expert Witness), Una certa giustizia (A Certain Justice) e La stanza dei delitti (The Murder Room). La terza stagione adatta i romanzi Morte in seminario (Death in Holy Orders), Copritele il volto (Cover Her Face) e Una notte di luna per l'ispettore Dalgliesh (Devices and Desires). La quarta stagione adatterà i rimanenti romanzi della serie, ovvero Una mente per uccidere (A Mind to Murder), Per cause innaturali (Unnatural Causes), Morte sul fiume (Original Sin), Brividi di morte per l'ispettore Dalgliesh (The Lighthouse) e La paziente privata (The Private Patient).

## Distribuzione
La prima stagione, costituita da sei episodi, è stata presentata in anteprima su Acorn TV il 1º novembre 2021 negli Stati Uniti, seguita da una première su Channel 5 il 4 novembre nel Regno Unito. In Italia la prima stagione è stata trasmessa dal 16 al 30 settembre 2022 su Sky Investigation. Dalla seconda stagione va in onda su Giallo dal 12 marzo 2024.